# Brynhakspindel
Brynhakspindel (Trichoncus affinis) är en spindelart som beskrevs av Kulczynski 1894. Brynhakspindel ingår i släktet Trichoncus och familjen täckvävarspindlar. Arten är reproducerande i Sverige. Inga underarter finns listade.